# Calciumhypochloriet

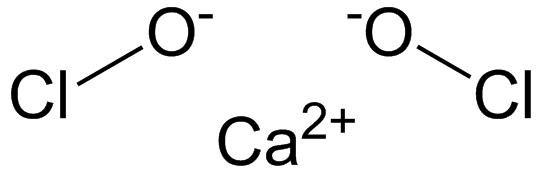
Calciumhypochloriet

Calciumhypochloriet is een chemische stof met de formule Ca(ClO)2 en is het belangrijkste bestanddeel van chloorkalk. Het wordt gebruikt als bleekmiddel, en heeft geheel andere eigenschappen dan calciumchloride. Chloorkalk verkrijgt men als chloorgas over gebluste kalk wordt geleid.
Er stelt zich een evenwicht in:
{\displaystyle {\ce {2 Cl2 + 2 Ca(OH)2 -> CaCl2 + Ca(OCl)2 + 2 H2O}}}
Calciumhypochloriet reageert heftig met zuren onder vorming van calciumchloride en chloorgas:
{\displaystyle {\ce {Ca(ClO)2 + 4 HCl -> CaCl2 + 2 Cl2 + 2 H2O}}}
Chloorkalk werd op grote schaal als bleekmiddel en desinfectans gebruikt. Tijdens cholera-epidemieën werd chloorkalk gebruikt om patiënten mee te behandelen. Ook kon men de woning hiermee laten behandelen om bacteriën te doden.
Het is een wit poeder dat door inwerking van het kooldioxide (CO2) uit de lucht chloor ontwikkelt.